# Hel (film 2009)
Hel – dramat psychologiczny zrealizowany w koprodukcji polsko-czeskiej z 2009 roku w reżyserii Kingi Dębskiej.

## Obsada
- Paweł Królikowski − Piotr
- Anna Geislerová − Hanka
- Lesław Żurek − Kamil
- Magda Biegańska − Maria
- Anna Gornostaj − Marta
- Henryk Talar − Weiss
- Bartosz Żukowski − Mały
- Barbara Wałkówna − matka Piotra
- Przemysław Bluszcz − terapeuta Maciek
- Stanisław Manturzewski − pacjent Ludwik
- Maciej Maleńczuk − pacjent Mirek
- Monika Kwiatkowska-Dejczer − pacjentka Ewa
- Jacek Różański − pacjent Henryk
- Bartłomiej Topa − pacjent Radek
- Janusz Chabior − pacjent Malec
- Joanna Fidler − pacjentka Dorota
- Mirosława Olbińska − pacjentka Teresa
- Tomasz Knapik − pacjent Zbyszek
- Zuzanna Szamocka − dziewczyna w melinie
- Barbara Dziekan − pielęgniarka
- Magdalena Gnatowska − pielęgniarka
- Sebastian Pawlak − chłopak w izbie przyjęć
- Katarzyna Cynke − terapeutka Magda
- Marcin Sztabiński − barman
- Agata Pruchniewska − pielęgniarka Krysia
- Katarzyna Bargiełowska − lekarka
- Marcin Bortkiewicz − lekarz
- Robert Rogalski − pielęgniarz Janek
- Bartłomiej Firlet − chłopak na głodzie

## Informacje dodatkowe
- Okres zdjęciowy filmu: 10 lutego-10 marca 2009 roku
- Plenery filmu: Mierzeja Helska, Warszawa.